# Felipe Garín Llombart
Felipe Vicente Garín Llombart (València, 1943 - 6 de setembre de 2023) fon un historiador de l'art i museògraf valencià. Fill de María de los Ángeles Llombart Rodríguez i de Felipe Garin Ortiz de Taranco, fon un investigador i acadèmic de l'art. Des de 1985 va treballar en el Patronat del Museu del Prado, entre 1991 i 1993 va ser director del Museu del Prado, després de la renúncia del seu anterior director Alfonso Pérez Sánchez. Felipe Garín va ser nomenat Director Honorari després de ser cessat del seu càrrec.

## Biografia
Poc després de llicenciar-se en Dret va ser nomenat director del Museu de Belles Arts de València l'any 1969. El seu pare, Felipe Garín Ortiz de Taranco, va dirigir el mateix Museu fins a 1968. Dirigia el Museu Pius V de Belles Arts de València mentre es doctorava i exercia la docència d'història de l'art a València. A partir de 1968 i fins a 1990 dirigiria el Museu de Belles Arts de Valencia i, al mateix temps, entre 1972 i 1987, el Museu Nacional de Ceràmica González Martí, també de València. El 1970, dos anys després de succeir al seu pare en el càrrec de la direcció del Museu de Belles Arts, guanyaria la càtedra d'Història de l'Art de la Facultat de Belles Arts de la Universitat Politècnica de València.
Entre 1976 a 1979, alhora que dirigia els dos museus, el de Belles Arts i el de Ceràmica de València, va exercir com a comissari nacional de Museus i Exposicions i com a sotsdirector general de Museus.
Va ser nomenat director del Museu del Prado l'abril de 1991. Durant aquest període com a director del Museu del Prado, es van finalitzar les obres de la quarta fase de climatització del museu, que van afectar més de cinquanta sales, i van incorporar nombroses obres a la institució, i va gestionar la comissió de nombroses exposicions.
Després de dimitir de Museu del Prado el 1993, tornaria a València per dirigir diverses societats estatals de suport a l'art i seria nomenat coordinador de l'Institut de Conservació i Restauració de Béns Culturals del Ministeri de Cultura, sent-ho fins a 1995. Aquest mateix any se'l va nomenar director de l'Institut Cervantes a Roma.
El 1996 seria designat com a director de l'Acadèmia d'Espanya a Roma, i el 2002 com a president de la Societat Estatal per a l'Acció Cultural Exterior, càrrec que ocuparia fins a desembre de 2004.
Va ser ser director des de l'any 2011 al 2016 del Consorci de Museus de València.
L'octubre de 2018 presenta el llibre Historia del arte de la Comunitat Valenciana, el qual amplia el que ja va escriure son pare.
En el seu extens currículum, figura també la responsabilitat del director gerent del Consorci de Museus de la Comunitat Valenciana i del Centre del Carme, des de l'any 2012 fins a l'abril de 2016.
Va formar part integrant de les Reales Academias de Bellas Artes de San Carlos y de San Fernando, de la Hispanic Society of America, del Consejo Internacional de Museos, del Patronato del Museo Sorolla de Madrid i del Consell Assessor de l'IVAM.

## Mèrits i reconeixements
- Plata de Merito en las Bellas Artes (Espanya, 1982)
- Orde al Mèrit de la República Italiana (Itàlia, 1994)[9]
- Menció del Número d'Ordre al Mèrit Civil (Espanya, 2002)
- Gran Creu de l'Orde de Jaume I el Conqueridor (València, 2008)